# 渋川義基 (蕨渋川氏)
渋川 義基 (しぶかわ よしもと) は室町時代後期の武将。
扇谷上杉家家臣。蕨城城主。渋川義堯の子。弟に板倉頼重がいる。

## 生涯
1526年に父・義堯が北条氏綱の侵攻により没すると家督を相続した。
　1530年、主君の上杉朝興は、1524年以来氏綱に奪われたままの江戸城を取り戻すため、甲斐の武田信虎と同盟した。これが小沢原の戦いのきっかけとなる。前哨戦で、義基は江戸城を攻めたが、陥落までは持ち込めなかった。直後、本戦で朝興は北条氏綱の子・北条氏康の奇襲により敗北し、江戸城奪還の夢はさらに遠のく事となった。
　1532年に北条家は安房国の里見義豊と戦った。その隙に義基は手薄になった北条方の葛西城を扇谷上杉家臣の太田資頼、難波田憲重らと共に落としている。
　1535年に北条氏綱は武田信虎の領土である甲斐へ侵攻を開始し、山中の戦いで信虎の弟の勝沼信友を討ち取る大勝利を収めた。これを聞いた朝興は手薄となった北条領への侵攻を計画した。だが朝興が侵攻を開始する前に、それを聞いた北条軍が到着、侵攻の機会を失ってしまった。
　1537年、上杉朝興が病死。家督は嫡男の上杉朝定 (扇谷上杉家)が継いだ。
　1538年、扇谷上杉家を見限った義基は北条に寝返り、城にいた扇谷家臣の太田資正を追い出した。義基は蕨城を安堵された。
　1545年河越城の戦いにおいては、北条方として富永直勝と共に難波田憲重の難波田城を落とす功績をあげている。